# Sic
Sic (din latină: sic erat scriptum) este un cuvânt al limbii latine, cu semnificația de „astfel”, „ca atare”. Este folosit în texte literare pentru a marca situații neobișnuite sau incorecte de ortografie, sintaxă punctuație și pentru a evita perceperea lor drept greșeli de tipar. De regulă, se notează între paranteze drepte, scris cu caractere cursive (astfel: [sic]) sau cu un semn de exclamare alături (astfel: [sic!]).